# Liste von Wallfahrtskirchen
Die Liste von Wallfahrtskirchen enthält Kirchen, die Ziel einer Wallfahrt sind oder waren. 

## Wallfahrtskirchen in Europa

### Belgien
- Banneux, Jungfrau der Armen
- Gistel, Abtei Ten Putte (hl. Godeleva)
- Plombières, Wallfahrtsstätte Moresnet-Chapelle
- Scherpenheuvel, Onze-Lieve-Vrouwe van Scherpenheuvel
- Wiesenbach, St. Bartholomäus

### Deutschland
Wallfahrtskirchen in den Diözesen der römisch-katholischen Kirche in Deutschland:

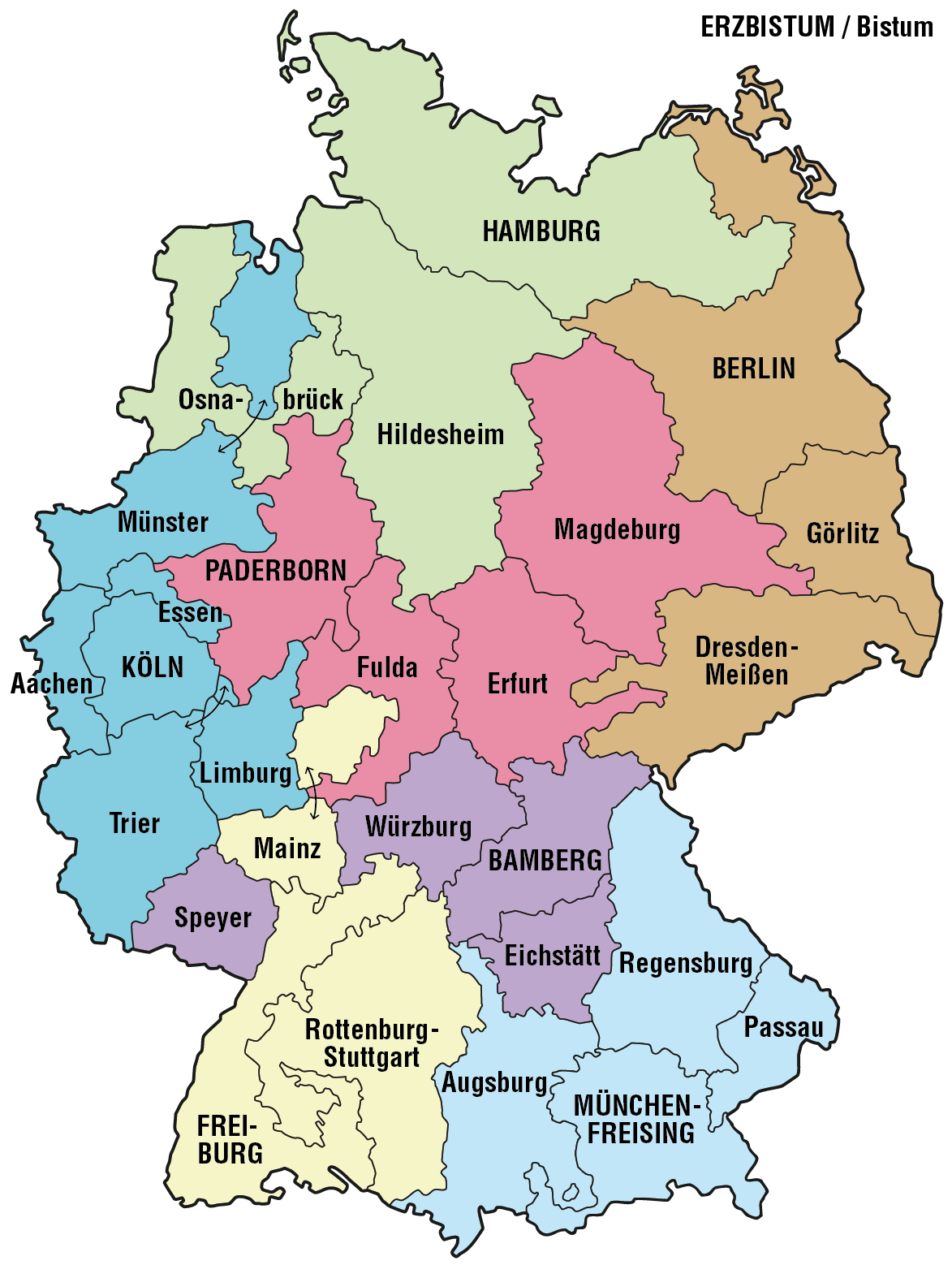
Deutsche Bistümer

#### Bistümer Bamberg, Eichstätt, Würzburg, Speyer
Wallfahrtskirchen in der Kirchenprovinz Bamberg:
- Wallfahrtskirche Maria im Sand (Dettelbach)
- Eckartshausen (Werneck): Wallfahrtskirche Mariä Heimsuchung
- Elmstein: Wallfahrtskirche zum unbefleckten Herzen Mariens
- Kloster Engelberg über dem Main
- Basilika Gößweinstein
- Kälberau: Maria zum rauhen Wind
- Marktleugast: Basilika Marienweiher
- St. Blasius (Raitenbuch)
- Rengersbrunn: Mariä Geburt[1]
- Rütschenhausen: Wallfahrtskirche Maria von der Tann
- Sankt Salvator (Steinbachtal), Mittelfranken
- Schneeberg (Unterfranken): Muttergottes auf dem Holderstock
- Scheßlitz: Wallfahrtskirche Gügel
- Basilika Vierzehnheiligen, Bad Staffelstein
- Maria im Weingarten, Volkach
- Käppele (Würzburg)

#### Bistümer Berlin, Dresden-Meißen, Görlitz
Wallfahrtskirchen in der Kirchenprovinz Berlin:
- im Gebiet des Erzbistums Berlin:
  - Maria Frieden (Berlin)
  - bis zur Reformation von überregionaler Bedeutung: Wunderblutkirche Wilsnack, Brandenburg (damals Bistum Havelberg, heute evangelisch)

- Bistum Görlitz:
  - Stiftskirche St. Marien (Neuzelle), Brandenburg
  - St. Josef, Bloischdorf, Brandenburg

- Bistum Dresden-Meißen:
  - Wallfahrtskirche Rosenthal
  - Wallfahrtskirche Kloster Wechselburg

#### Bistümer Freiburg, Mainz, Rottenburg-Stuttgart
Wallfahrtskirchen in der Kirchenprovinz Freiburg:
- Abtsgmünd: Wallfahrtskirche Mariä Opferung[2]
- Appenweier: Wallfahrtskirche Mariä Himmelfahrt
- Armsheim, Rheinhessen: Zum Heilgen Blut Christi
- Maria Bickesheim
- Wallfahrtskirche Birenbach bei Göppingen
- Wallfahrtskirche Birnau am oberschwäbischen Bodensee
- Maria Zell bei Hechingen-Boll
- St. Remigius (Dahenfeld), Neckarsulm
- Deggingen: Ave Maria (Wallfahrtskirche), Oberes Filstal
- Wallfahrtskirche Dieburg
- St.-Wolfgangs-Kapelle (Distelhausen)
- Kreuzkapelle (Dittwar)
- St. Hildegard (Eibingen)
- Schönenbergkirche, Ellwangen
- Wallfahrtskirche Unserer lieben Frau im Nussbaum, Höchstberg bei Gundelsheim
- Maria Frieden (Kippenheim)
- Mariä Krönung (Lautenbach), Ortenau
- St. Michael, Leipferdingen
- St. Johannes Baptist (Leutershausen)
- Witterschneekreuz bei Löffingen
- Wallfahrtskirche Mariä Himmelfahrt (Ludwigshafen), Oggersheim
- Vierzehn-Nothelfer-Kapelle (Mainz-Gonsenheim)
- Moosbronn: Wallfahrtskirche Maria Hilf
- Ottersweier: Wallfahrtskirche Maria Linden
- Schwäbisch Gmünd:
  - St. Bernhardus (Schwäbisch Gmünd)
  - St. Maria (Hohenrechberg)
  - St. Salvator (Schwäbisch Gmünd)
- Spaichingen: Wallfahrtskirche auf dem Dreifaltigkeitsberg (Schwäbische Alb)
- Wallfahrtskirche Steinhausen, Bad Schussenried
- Unserer Lieben Frau (Todtmoos)
- Wallfahrtskirche St. Maria (Unterkochen)
- St. Johannes Baptist auf dem Bussen (Uttenweiler-Offingen)
- Marienwallfahrtskirche (Waghäusel)
- Walldürn: Wallfahrtsbasilika St. Georg (Blutwunder von Walldürn)
- Weingarten (Württemberg): Basilika St. Martin (Wallfahrt zum Hl. Blut, Blutritt)
- Zell am Harmersbach: Maria zu den Ketten
- Münster Unserer Lieben Frau (Zwiefalten)

#### Bistümer Hamburg, Hildesheim, Osnabrück
Wallfahrtskirchen in der Kirchenprovinz Hamburg:
- Wallfahrtskirche St. Marien (Küblingen)
- St. Johannes der Täufer (Lage), Rieste
- St. Johannes Apostel (Wietmarschen)

#### Bistümer Köln, Aachen, Limburg, Münster, Trier

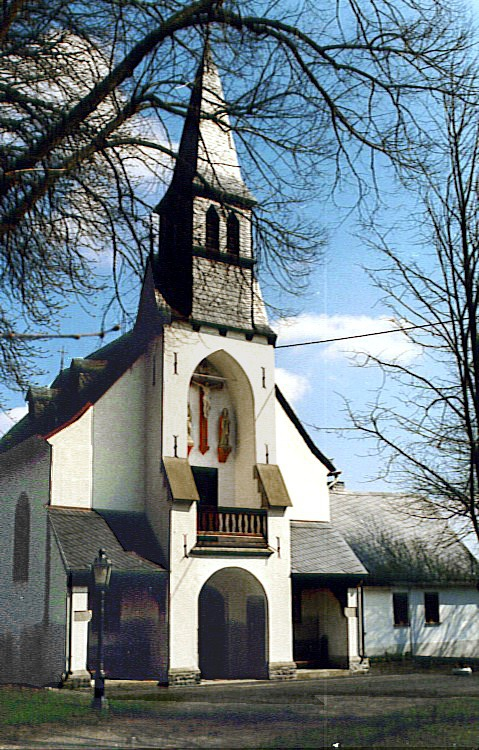
Katholische Wallfahrtskapelle „Maria Hilf“ zu Beselich

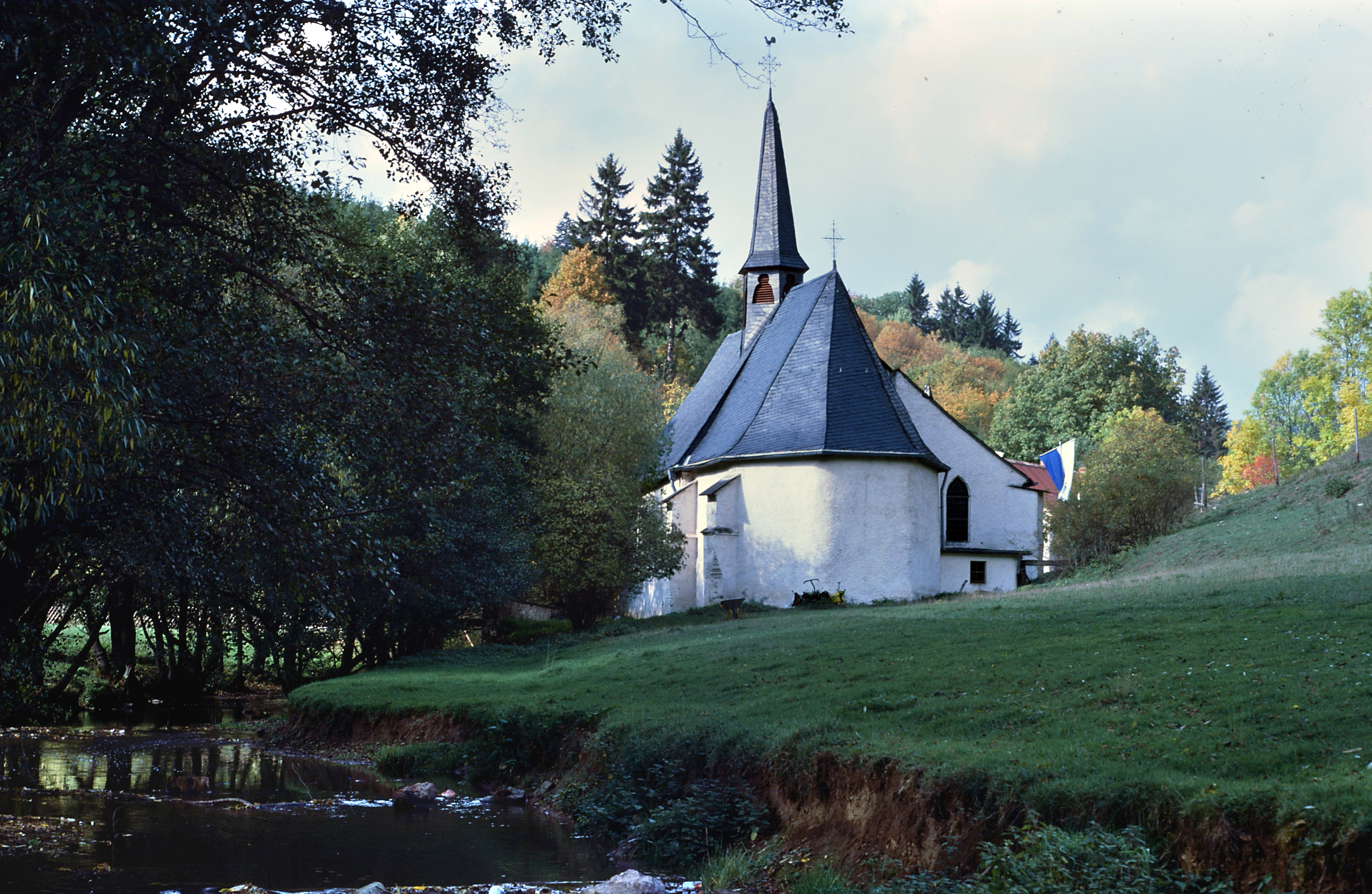
St. Jost (Langenfeld)

Wallfahrtskirchen in der Kirchenprovinz Köln:
- Aachener Dom – Kleid Mariens, Windeln Jesu, Lendentuch Christi, Enthauptungstuch Johannes des Täufers (Aachener Heiligtumsfahrt)
- Gnadenkapelle (Aldenhoven)
- Gezelinkapelle (Leverkusen-Alkenrath)
- Altenberger Dom, Jugendwallfahrt zur Altenberger Madonna
- Klein St. Arnold (Arnoldsweiler)
- Marienkapelle auf dem Karmelenberg, Bassenheim
- St. Remigius (Bergheim/Erft), Wallfahrt zur Schmerzhaften Mutter
- Wallfahrtskapelle Maria Hilf (Beselich)[3]
- Heilig-Kreuz-Kapelle (Blieskastel)
- Kreuzbergkirche (Bonn)
- St. Johannes Baptist (Bruchhausen)
- St. Katharina (Buschhoven)
- St. Kornelius (Kornelimünster), Heiligtumsfahrt Kornelimünster
- St. Salvator (Heimbach), Wallfahrt zur Schmerzhaften Mutter
- St. Anna (Düren), Aufbewahrung des Annahauptes
- St. Mariä Geburt (Eggerode)
- St. Anna (Haltern am See)
- Kloster Bödingen: Wallfahrtskirche Zur Schmerzhaften Mutter Gottes, Hennef
- Kloster Bornhofen, Kamp-Bornhofen
- Kevelaer: Gnadenkapelle, Kerzenkapelle und Marienbasilika
- Wallfahrtskirche Maria Heimsuchung (Klausen)
- St. Nikolaus (Koblenz) mit Pfarrer-Kraus-Anlagen (Landschaftsbilderbibel)
- Maria Hilf (Koblenz)
- Kölner Dom – St. Peter und Maria (Hl. Drei Könige)
- Köln: St. Maria in der Kupfergasse (Schwarze Madonna von Köln)
- St. Jost (Langenfeld)
- Wallfahrtskirche Heiligkreuz (Leutesdorf)
- St. Marien (Lünen)
- Wallfahrtskirche St. Mariä Heimsuchung (Marienheide)
- Marienthal (Geisenheim)
- Kloster Marienthal (Westerwald)
- Mönchengladbacher Münster St. Vitus
- Quirinus-Münster (Neuss)
- Nothgottes in Eibingen, Rheingau
- Wallfahrtskirche Bleidenberg (Oberfell)
- Stiftskirche (Pfaffen-Schwabenheim), Wallfahrt zur Maria, Königin des Friedens, um 1750 aus dem Kölner Karmel St. Maria vom Frieden (Köln) geschenkt
- Apollinariskirche (Remagen)
- Schönstatt (Vallendar): Schönstattkapellchen als „Urheiligtum“ der Schönstattbewegung
- Wallfahrtskirche St. Georg, Schwickershausen
- Mariä Himmelfahrt (Spabrücken)
- Nevigeser Wallfahrtsdom
- Marienkapelle (Telgte)
- Berger Kirche (Werschau), Brechen
- Kapelle Klein-Jerusalem, Willich
- St. Mariä Himmelfahrt (Marienbaum), Xanten

#### Bistümer München, Augsburg, Passau, Regensburg

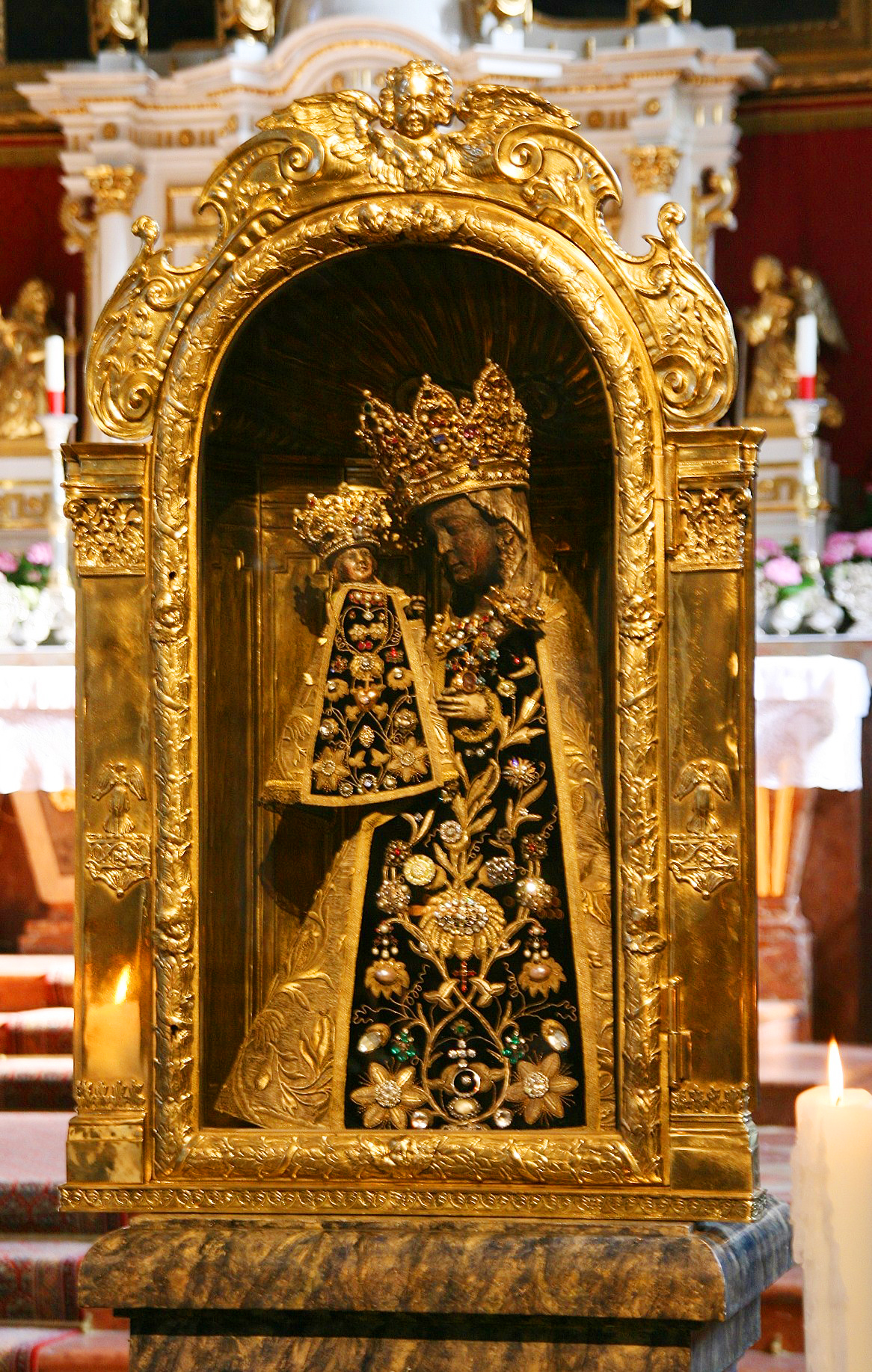
Altötting

Wallfahrtskirchen in der Kirchenprovinz München und Freising:
- Mariä Himmelfahrt (Allersdorf, Abensberg)
- Gnadenkapelle (Altötting), Marienwallfahrt
- Wallfahrtskirche Maria Hilf (Amberg)
- Klosterkirche Andechs, Marienwallfahrt, Eucharistische Wallfahrt
- Annaberg (Sulzbach-Rosenberg), Oberpfalz
- Wallfahrtskirche Unserer Lieben Frau, Ast (Waldmünchen)
- Wallfahrtskirche Maria Schutz (Bad Griesbach)
- Beratzhausen: Wallfahrtskirche Mariahilf
- Bergen bei Neuburg: Wallfahrtskirche Hl. Kreuz
- Salvatorkirche (Bettbrunn)
- St. Jakobus, St. Laurentius und Hl. Kreuz (Biberbach)
- Birkenstein (Fischbachau): Wallfahrtskapelle Maria Himmelfahrt
- Wallfahrtskirche Bogenberg, Bogen
- Grabkirche (Deggendorf), Deggendorfer Gnad
- Kloster Ettal, Wallfahrtskirche Mariä Himmelfahrt
- Wallfahrtskirche Mariä Heimsuchung (Ettenberg)
- Falkenstein (Oberpfalz): Wallfahrtskirche Tannerl
- Fahrenberg (Waldthurn): Hl. Berg Mariä Heimsuchung
- Wallfahrtskirche Maria Hilf (Freystadt)
- Wallfahrtskirche Maria Hilf (Vilsbiburg)
- Wallfahrtskirche Herrgottsruh (Friedberg)
- Fuchsmühl: Wallfahrtskirche Maria Hilf
- Wallfahrtskirche Mariä Himmelfahrt (Hohenpeißenberg)
- Mariä Heimsuchung (Heiligenbrunn), Niederbayern
- Heuwinklkapelle im Pfaffenwinkel
- Kößlarn: Marienwallfahrt
- Wallfahrtskirche Maria Hilf (Loipl)
- Marienberg (Burghausen)
- Wallfahrtskirche Maria Eich, nahe Planegg
- Heilig Kreuz (Forstenried)
- St. Maria (Thalkirchen)
- Wallfahrtskirche St. Anna (Harlaching)
- St. Maria (Ramersdorf)
- Wallfahrtskirche Maria Gern, Berchtesgaden
- Wallfahrtskirche Maria Steinbach, Unterallgäu
- Wallfahrtskirche Maria Thalheim, Oberbayern
- Wallfahrtskirche St. Corona (Staudach), Niederbayern
- Unserer lieben Frau vom Berge Karmel (Mussenhausen), Unterallgäu
- Mater Dolorosa (Katzdorf), Oberpfalz
- Mariä Heimsuchung (Kirchwald), Nußdorf am Inn
- St. Alexander und Theodor (Ottobeuren), Oberschwaben
- Maria Himmelfahrt (Ramsau)
- Wallfahrtskirche Mariä Heimsuchung (Rechberg)
- Pfarr- und Wallfahrtskirche Maria Hilf, Reuth bei Erbendorf
- St. Bartholomä (Königssee), Berchtesgadener Land
- Zu Unserer Lieben Frau vom Kreuzberg, Oberpfalz
- Mariä Himmelfahrt (Stadlern), Oberpfalz
- Vilgertshofen: Wallfahrtskirche Zur Schmerzhaften Muttergottes
- Wieskirche im Pfaffenwinkel
- Wallfahrtskirche Tuntenhausen: Basilica minor
- Waldkirchen (Petersberg)#Pfarr- und Wallfahrtskirche St. Peter und Paul
- Dreifaltigkeitskirche Kappl, Waldsassen
- Weihenlinden#Wallfahrts- und Pfarrkirche zur Heiligen Dreifaltigkeit
- Maria Brünnlein, Basilica minor in Wemding
- Wallfahrtskirche Mariä Himmelfahrt, Halfing in Oberbayern

#### Bistümer Paderborn, Fulda, Erfurt, Magdeburg
Wallfahrtskirchen in der Kirchenprovinz Paderborn:
- Wallfahrtskapelle Etzelsbach, Thüringen
- Gottsbüren, Nordhessen
- Wallfahrtskirche St. Ida (Herzfeld)
- Kleinenberg (Lichtenau), Ostwestfalen
- Wallfahrtskirche Kleinheiligkreuz, Landkreis Fulda
- Mariä Himmelfahrt (Rückers), Landkreis Fulda
- Alte Wallfahrtskirche (Werl)
- Wallfahrtsbasilika Werl

### Frankreich
- Le Puy-en-Velay: Wallfahrtskirche Notre-Dame du Puy
- Lourdes: Wallfahrtskirche Notre-Dame-de-l’Immaculée-Conception
- Marseille: Wallfahrtskirche Notre-Dame de la Garde
- Mont St. Michel: St. Michel
- Ronchamp: Wallfahrtskapelle Notre-Dame-du-Haut

### Gibraltar
- Heiligtum Unserer Lieben Frau von Europa

### Großbritannien
- Walsingham: anglikanisches und römisch-katholisches Heiligtum Unserer Lieben Frau von Walsingham

### Irland
- Knock: Marienwallfahrtskapelle Our Lady Queen of Ireland
- Station Island, Lough Derg: St. Patrick’s Basilica

### Italien

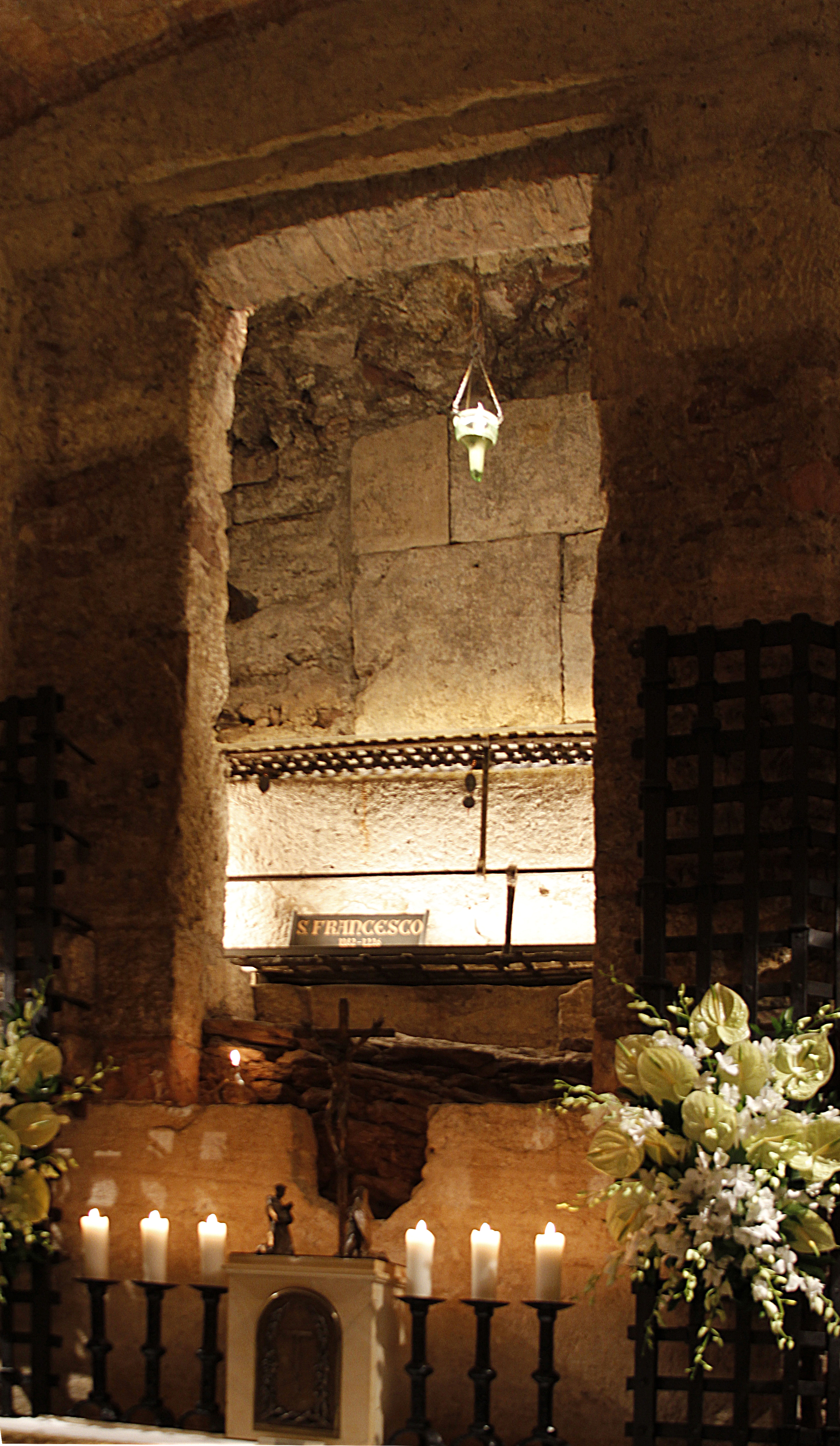
Grab des hl. Franziskus (Basilika San Francesco)

- Abtei (Südtirol): Heilig-Kreuz-Kirche (Abtei)
- Assisi: Basilika von Assisi
- Bologna: Wallfahrtskirche Santuario della Madonna di San Luca
- Deutschnofen: Wallfahrtskirche Maria Weißenstein
- Dumenza: Wallfahrtskirche Santuario di Trezzo
- Loreto (Marken), Basilika vom Heiligen Haus mit Schwarzer Madonna
- Padua: Basilika des Heiliges Antonius
- Pompei: Heiligtum Unserer Lieben Frau vom Rosenkranz
- Re (Piemont): Wallfahrtskirche Madonna del Sangue im Valle Vigezzo (Vigezzotal)
- Sacro Monte di Oropa: Wallfahrtskirche Madonna di Oropa
- Savona: Nostra Signora di Misericordia

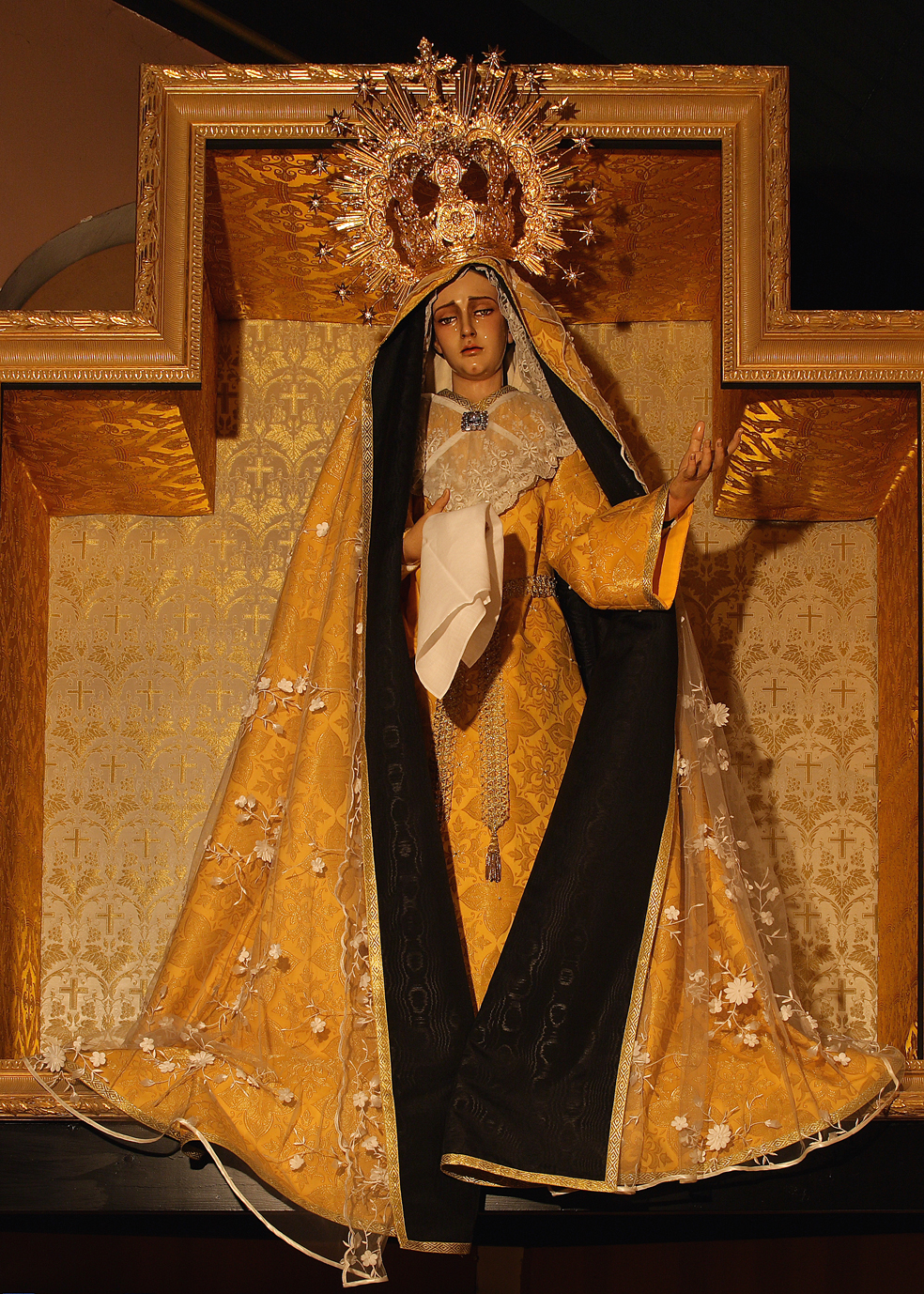
Die Mater Dolorosa von Warfhuizen

- Schnals: Wallfahrtskirche Unsere Frau in Schnals
- Tindari: Wallfahrtskirche Schwarze Madonna di Tindari
- Tirano: Wallfahrtskirche Madonna di Tirano
- Varese: Wallfahrtskirche Madonna del Monte
- Vicenza: Madonna del Monte Berico
- Viterbo: Wallfahrtskirche Madonna della Quercia

### Niederlande
- Warfhuizen: Eremitenkirche Unserer-Lieben-Frau vom Verschlossenen Garten

### Österreich
In Österreich liegt der einzige Wallfahrtsort des deutschen Sprachraums im Range eines Nationalheiligtums, s. u. Mariazell.

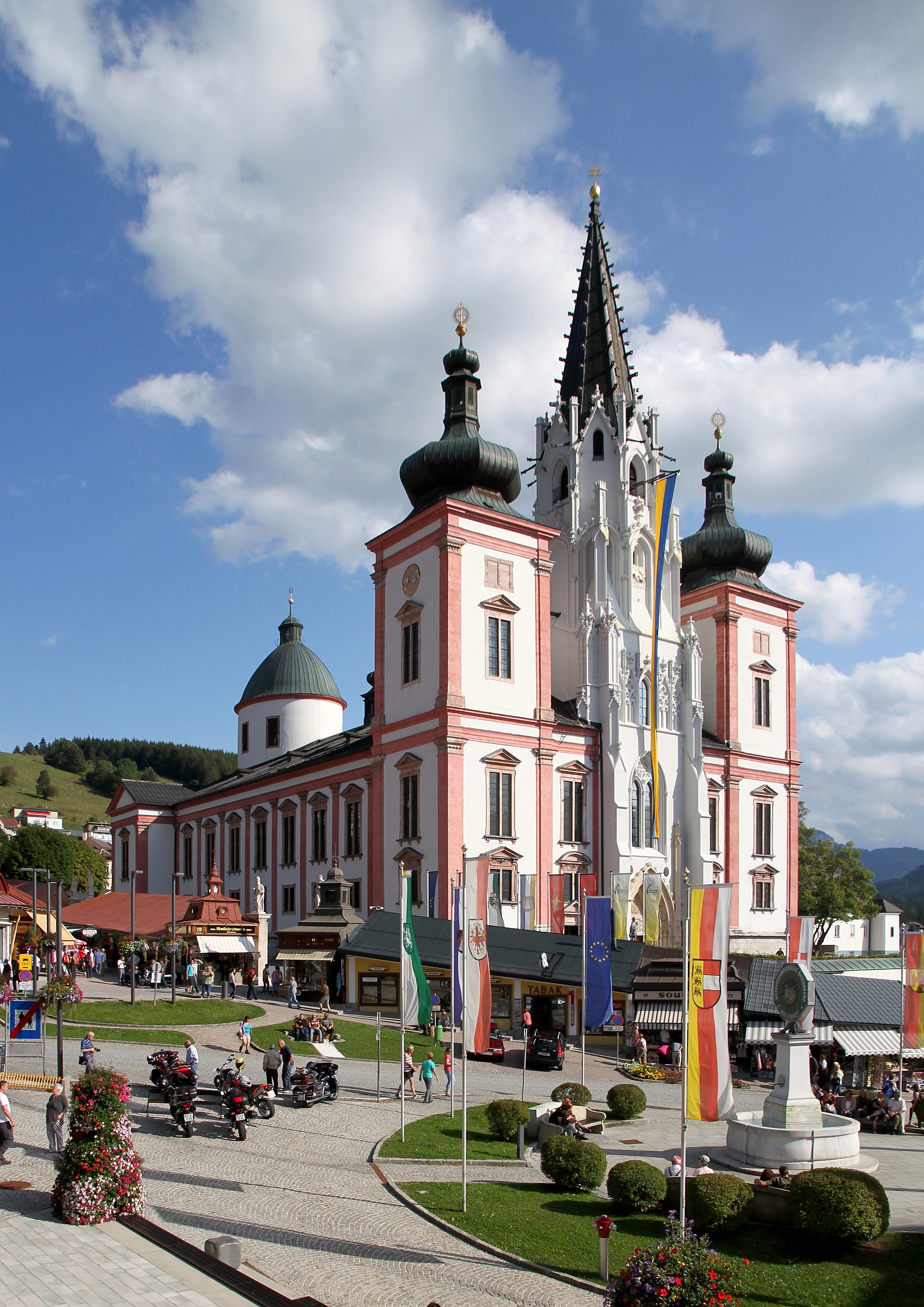
Basilika von Mariazell

- Ardning, Steiermark: Wallfahrtskirche Frauenberg an der Enns
- Arnsdorf, Salzburg: Maria im Mösl
- Bad Leonfelden, Oberösterreich: Wallfahrtskirche Maria Schutz am Bründl
- Berg bei Rohrbach, Oberösterreich: Wallfahrtskirche Maria Trost
- Bergheim bei Salzburg: Wallfahrtskirche Maria Plain
- Breitenau am Hochlantsch: Wallfahrtskapelle Schüsserlbrunn
- Christkindl, Oberösterreich: Wallfahrtskirche Christkindl
- Dürrnberg, Salzburg: Pfarr- und Wallfahrtskirche Dürrnberg
- Eberstein, Kärnten: Pfarr- und Wallfahrtskirche Hochfeistritz „Unserer Lieben Frau“
- Embach, Salzburg: Maria Elend
- Fernitz, Steiermark: Wallfahrtskirche Maria Trost
- Filzmoos, Salzburg: Filzmooser Gnadenkirche mit dem Filzmooser Kindl
- Gaflenz, Oberösterreich: St. Sebald am Heiligenstein
- Graz, Steiermark: Maria Grün, Basilika Mariatrost
- Großgmain, Salzburg: Unsere Liebe Frau auf der Gmain
- Gurk, Kärnten, Dom zu Gurk (Grab der heiligen Hemma von Gurk)
- Gutenstein, Niederösterreich: Mariahilfberg
- Heiligengrab, Bleiburg, Kärnten
- Kaltenberg, Oberösterreich
- Kaltenbrunn, Tirol
- Filialkirche Kleinsöding, im 17. Jahrhundert bedeutendstes Pestheiligtum der Weststeiermark in Söding-Sankt Johann
- Linz, Oberösterreich: Pöstlingberg
- Maria Anzbach, Niederösterreich: Pfarr- und Wallfahrtskirche Maria Anzbach
- Maria Dornach (Mitteldorf), Großkirchheim, Kärnten
- Maria Gail, Villach
- Maria Hilf ob Guttaring, Kärnten
- Wallfahrtskirche Maria Laach, Maria Laach am Jauerling, Niederösterreich
- Sankt Martin bei Lofer, Salzburg: Wallfahrtskirche Maria Kirchental
- Maria Loreto, Sankt Andrä i. L., Kärnten
- Maria Rain, Kärnten
- Marienkirche (Maria Saal), Kärnten
- Maria Schmolln, Oberösterreich
- Wallfahrtskirche Maria Schnee (Maria Luggau), Lesachtal, Kärnten
- Maria Schnee (an etwa zehn Orten in Österreich und an einigen Orten in Deutschland und den Nachbarländern)
- Mariastein, Tirol
- Wallfahrtskirche Maria Taferl, Maria Taferl (bedeutendster Wallfahrtsort in Niederösterreich)
- Maria Waitschach, Guttaring, Kärnten
- Mariazell, Steiermark – das in den Jahren 2003–2005 Veranstaltungsort des mitteleuropäischen Katholikentags war
- Mold: Basilika Maria Dreieichen
- Molln, Oberösterreich: Wallfahrtskirche Frauenstein
- Pottenstein: Wallfahrtskirche „Maria Trost im Elend“, Niederösterreich
- Poysdorf, Niederösterreich: Maria Bründl
- St. Leonhard ob Tamsweg, Salzburg
- Sankt Jakob im Rosental: Wallfahrtskirche Maria Elend, Kärnten
- St. Wolfgang, Oberösterreich: Wolfgangskirche
- Wallfahrtskirche St. Wolfgang ob Grades, Metnitz, Kärnten
- Schollach, Niederösterreich: Maria Steinparz
- Seggauberg: Wallfahrtskirche am Frauenberg bei Leibnitz, Steiermark
- Sonntagberg, Niederösterreich
- Zistersdorf, Niederösterreich: Maria Moos (Ältestes Quellenheiligtum Niederösterreichs)

### Polen

#### Warschau
Wallfahrtskirchen im Erzbistum Warschau:
- St. Andreas-Bobola-Kirche in Warschau, Sanktuarium des Schutzheiligen des Erzbistums Warschau
- Jesuitenkirche in Warschauer Altstadt, Sanktuarium der Barmherzigen Mutter Gottes, Stadtpatronin von Warschau
- St. Stanislaus-Kostka-Kirche in Warschau, Grab des Seligen Jerzy Popiełuszko

#### Krakau
Wallfahrtskirchen im Erzbistum Krakau:
- Wawel-Kathedrale mit dem Grab der Hl. Hedwig von Anjou, Königin von Polen (Królowa Jadwiga)
- Paulinerkloster auf dem Skałkahügel (Kościół na Skałce), Sanktuarium des Hl. Stanislaus von Krakau, Patrons von Polen
- Sanktuarium in Łagiewniki (Kraków-Łagiewniki), Weltzentrum der Verehrung der Barmherzigkeit Gottes

#### Großpolen
Wallfahrtskirchen im Erzbistum Gniezno:
- Gnesener Dom: (Bazylika archikatedralna Wniebowzięcia NMP i św. Wojciecha) mit dem Grab des Hl. Adalbert von Prag (Sw. Wojciech)
- Licheń Stary: Basilika der Muttergottes von Licheń

#### Schlesien
Wallfahrtskirchen im Erzbistum Breslau:
- St. Annaberg, Góra Świętej Anny: Wallfahrt zur heiligen Anna, wichtigster katholischer Wallfahrtsort in Oberschlesien
- Bardo (Niederschlesien): Wallfahrtskirche Mariä Heimsuchung
- Częstochowa: Wallfahrtskirche Unserer Lieben Frau von Jasna Gora mit dem Gnadenbild der Schwarzen Madonna von Tschenstochau
- Dobrzeń Wielki (Groß Döbern, Woiwodschaft Opole (Oberschlesien)): Rochuskirche
- Gościęcin (Kostenthal, Woiwodschaft Opole (Oberschlesien)): Schrotholzkirche St. Brixen
- Kalwaria Zebrzydowska, Heilig-Kreuz-Kirche und weitere von Jerusalem inspirierte Objekte
- Kamień Śląski (Gross Stein): Sanktuarium św. Jacka (Hl. Hyazinth)
- Ludźmierz (Ludemannsdorf): Wallfahrtskirche mit der Muttergottes als Königin von Podhale, auch Bäuerin von Podhale genannt
- Międzygórze (Wölfelsgrund): Wallfahrtskirche Maria Schnee (Sanktuarium Matki Bożej Przyczyny Naszej Radości „Maria Śnieżna“)
- Piekary Śląskie (Deutsch Piekar, Woiwodschaft Schlesien): Wallfahrtsbasilika mit Gnadenbild der Muttergottes von Piekar
- Wambierzyce (Albendorf, Woiwodschaft Niederschlesien): Marienwallfahrt

#### Ermland
Wallfahrtskirchen im Erzbistum Ermland:
- Człuchów, siehe Burg Schlochau
- Gietrzwałd (Dietrichswalde): St. Marien[4]
- Głotowo
- Międzylesie (Schönwiese)[5]
- Wallfahrtskirche Mariä Heimsuchung in Krosno (Wormditt), siehe Krosno (Orneta)#Wallfahrtskirche
- Święta Lipka (Heiligelinde, Woiwodschaft Ermland-Masuren): Wallfahrt zu „Unserer Lieben Frau von Heilige Linde“

#### Kaschubei, Westpreußen
Wallfahrtskirchen im Erzbistum Danzig:
- Sianowo (Schwanau, Woiwodschaft Pommern): Maria, Königin der Kaschuben
- Wejherowo (Neustadt in Westpreußen, früher Weyersfrey): Kalvarienberg

### Portugal
- Braga: Bom Jesus do Monte
- Fátima: bedeutender Marienwallfahrtsort mit den Kirchen Rosenkranz-Basilika und Heilige Dreifaltigkeit
- Nazaré: Nossa Senhora da Nazaré (Unsere Liebe Frau von Nazareth)

### Schweiz

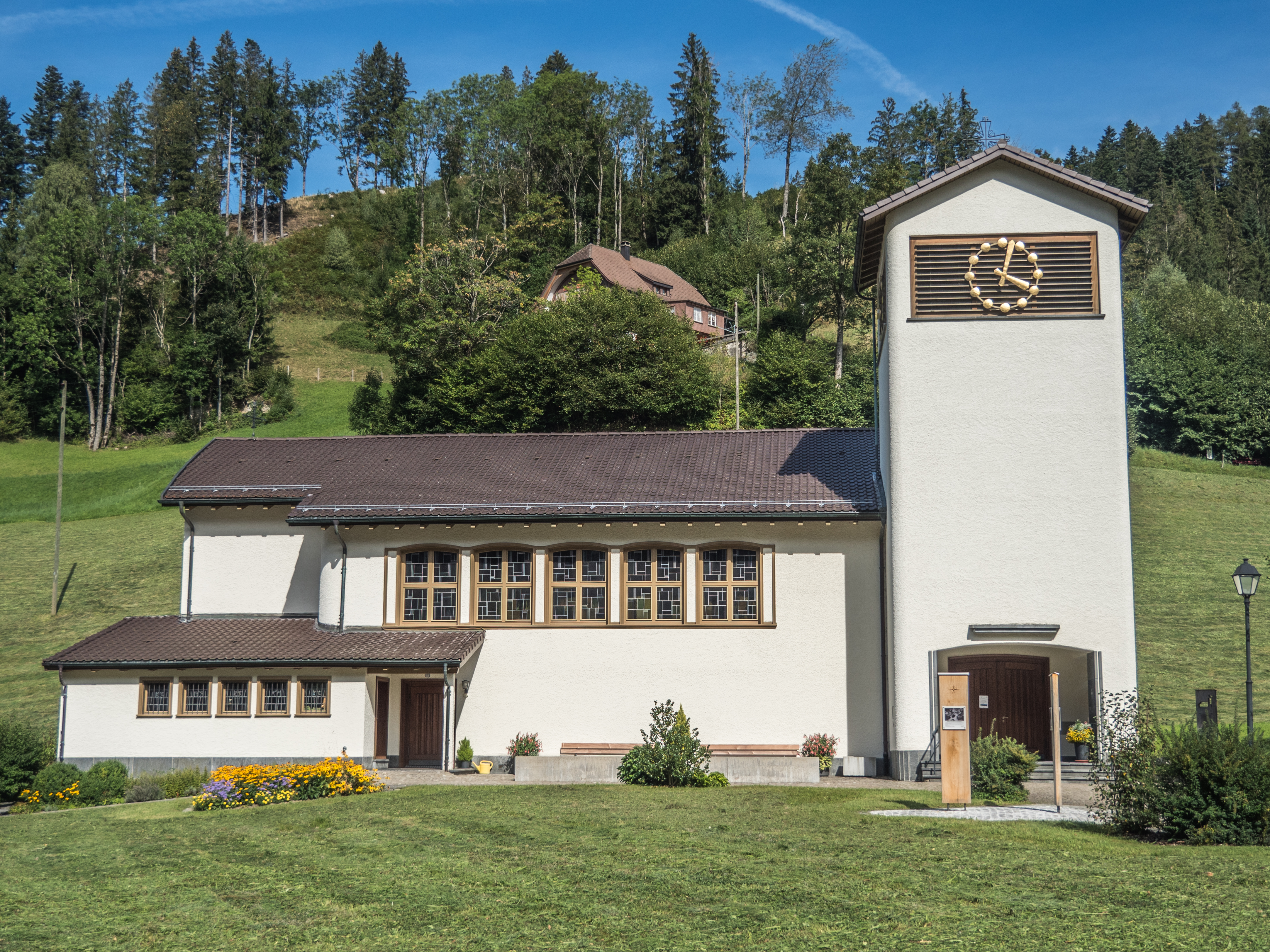
Katholische Wallfahrtskirche Maria-Heilbronn in Luthern Bad

- Einsiedeln (Schwyz): Einsiedler Wallfahrt, Schwarze Madonna
- Flüeli-Ranft (Obwalden): Niklaus von Flüe
- Locarno (Tessin): Wallfahrtskirche Madonna del Sasso
- Luthern Bad (Luzern): Wallfahrtskirche Maria-Heilbronn
- Kloster Mariastein (Solothurn)
- Oberriet (St. Gallen): Rietkapelle
- Solis (Graubünden): Wallfahrtskirche St. Mariä Heimsuchung und St. Felix
- Ziteil (Graubünden): Wallfahrtskirche auf 2429 m ü. M.

### Slowakei
- Šaštín-Stráže: Basilika St. Maria von den Sieben Schmerzen (Šaštín)
- Marianka: Mariä Geburt
- Turzovka

### Slowenien
- Mariahilf-Kirche in Brezje

### Spanien
- Santiago de Compostela: Kathedrale
- Santuari de Sant Salvador: Wallfahrtskirche
- Montserrat: Klosterkirche

### Tschechien
- Maria Kulm
- Druschetz: Wallfahrtskirche Mariä Himmelfahrt
- Tuřany: Wallfahrtskirche Mariä-Verkündigung-Kirche (Brünn)
- Freiberg in Böhmen: Kloster Heiliger Berg
- Olmütz – Svatý Kopeček: Wallfahrtsbasilika Mariä Heimsuchung
- Dub an der March: Wallfahrtskirche Dom der Reinigung der Jungfrau Maria
- Hostein: Wallfahrtsbasilika Maria Himmelfahrt
- Velehrad: Wallfahrtsbasilika Mariä Himmelfahrt und St. Kyrill und Method

## Asien

### Israel
- Jerusalem: Grabeskirche

### Türkei
- Haus der Mutter Maria, nahe Ephesos

## Lateinamerika

### Argentinien
- Luján: Basilika von Luján

### Bolivien
- Copacabana: Basilika von Copacabana

### Brasilien
- Aparecida (São Paulo): Basílica de Nossa Senhora Aparecida

### Chile
- Casablanca: Wallfahrtskirche Unserer Lieben Frau von Lo Vásquez

### Honduras
- Tegucigalpa: Basilika von Suyapa

### Mexiko
- Mexiko-Stadt: Basilika Unserer Lieben Frau von Guadalupe (Mexiko-Stadt)

### Paraguay
- Caacupé: Basílica de la Virgen de los Milagros

### Venezuela
- Guanare: Basilika Unserer Lieben Frau von Coromoto